# Hans von Hentig
Hans Hentig, ab 1901 von Hentig (* 9. Juni 1887 in Berlin; † 6. Juli 1974 in Bad Tölz) war ein deutscher Kriminologe.
Er gilt als einer der Väter der Kriminalpsychologie und der Viktimologie. Zudem ist von Hentig Autor einiger grundlegender Monographien.

## Leben
Hans von Hentig wurde als zweiter Sohn des protestantischen Rechtsanwaltes Otto Hentig (1852–1934) geboren. Sein älterer Bruder war der spätere Diplomat Werner Otto von Hentig und sein jüngerer Bruder der spätere Wirtschaftsfunktionär Wolfgang von Hentig. Otto von Hentig war einer der führenden Anwälte Berlins. Zu seinen Mandanten gehörten der Reichskanzler Otto von Bismarck, Generalfeldmarschall von Moltke, die Industriellen Werner von Siemens, die Gebrüder Mannesmann und Thomas A. Edison. Otto Hentig wurde 1901 in den erblichen Adelsstand erhoben, als er von 1900 bis 1905 die Stellung eines Staatsministers in Herzogtum Sachsen-Coburg und Gotha bekleidete.
Hans von Hentig legte sein Abitur 1906 am Joachimsthaler Gymnasium in Berlin ab.
Seine militärische Grundausbildung erhielt er als Königsjäger zu Pferde in Posen in den Jahren 1906 und 1907.
Ab 1908 studierte er Rechtswissenschaften in Paris (bei Émile Garçon), Berlin (bei Franz von Liszt) und München (bei Karl von Amira und Karl von Birkmeyer). 1912 wurde Hentig trotz zweimal nicht bestandener ersten Staatsprüfung von Birkmeyer mit einer Schrift zum Urheberstrafrecht promoviert; das im gleichen Jahr aufgenommene Zweitstudium in Medizin musste er wegen seiner Einberufung beim Beginn des Ersten Weltkriegs 1914 abbrechen.
Hans von Hentig diente mit seinem Regiment an der Westfront, auf dem Balkan und in Palästina. Seine Erlebnisse aus dem Ersten Weltkrieg schrieb er in der Autobiographie Mein Krieg nieder, die 1919 erschien. Zwar stand er zunächst politisch rechts, doch erst das Chaos nach der deutschen Niederlage und der von ihm als Schmach empfundene Friedensvertrag von Versailles machten ihn zum politischen Aktivisten.

## Nach dem Ersten Weltkrieg
Als einer der führenden Vertreter des Nationalbolschewismus engagierte sich Hans von Hentig nun in der Münchner Räterepublik. Zudem arbeitete er als Privatgelehrter und politischer Publizist, verfasste zahlreiche Schriften, darunter Das Deutsche Manifest (1921). Hans von Hentig beteiligte sich im Herbst 1923 an Umsturzplänen der KPD in Deutschland. Von Hentig war Mitglied eines in Berlin gebildeten Zentralen Revolutionskomitees und bekleidete in dieser Funktion den Posten Militärischer Oberleiter Mitte und war damit Kommandeur der zu bildenden Truppen in Thüringen und Sachsen. Dieser Aufstand wurde jedoch abgeblasen, nur die Hamburger KPD, die diese Nachricht nicht erreicht hatte, wagte den Aufstand. Sie scheiterte völlig. Es begann eine Zeit der Verfolgung der an den Aufstandsplänen Beteiligten.
Um einem Hochverratsverfahren zu entgehen, floh Hans von Hentig im Februar 1925 in die Sowjetunion. Das nach seiner Rückkehr gegen ihn wegen Hochverrats durchgeführte Verfahren, das vor dem Staatsgerichtshof zum Schutz der Republik begonnen und später vor dem Reichsgericht fortgesetzt wurde, endete im Juli 1926 mit der Einstellung des Verfahrens auf Grund einer allgemeinen Amnestie.
1923 heiratete von Hentig in München Freddy Fehr, die Tochter des Malers Friedrich Fehr.
In den Jahren von 1927 bis 1933 war von Hentig für die von Gustav Aschaffenburg ins Leben gerufene Monatsschrift für Kriminalpsychologie und Strafrechtsreform (MKS) tätig. Außerdem entwickelte er gemeinsam mit Wolfgang Mittermaier die sogenannte klinische Methode der Juristenausbildung: Studierende werden dabei in den Gefängnissen in unmittelbarer Auseinandersetzung mit Lebenslauf und Person der Gefangenen ausgebildet. Nach seiner Habilitation in Gießen (1929) erhielt er 1930 eine Lehrstuhlvertretung und 1931 einen Ruf als Ordinarius für Strafrecht, Strafprozess und Kriminalwissenschaft an die Universität Kiel. Als Dekan stand er der Fakultät in den Jahren 1932 und 1933 vor. Obgleich er vor 1932 als Gutachter für die Deutsche Liga für Menschenrechte einige spektakuläre Wiederaufnahmeprozesse begleitete, blieb Hentig Anhänger einer rassenhygienisch ausgerichteten Strafrechtspflege und veröffentlichte 1933 die Schrift Eugenik und Kriminalwissenschaft in der Reihe Schriften zur Erblehre und Rassenhygiene. Trotz dieser inhaltlichen Nähe zum Rassismus der Nationalsozialisten lehnte er deren Vorstellungen von der Umgestaltung des Strafrechts ab. In der Monatsschrift für Kriminologie und Strafrechtsreform schrieb er seit 1933 mehrere Artikel, in denen er vor einem Ausrottungsstrafrecht nationalsozialistischen Zuschnitts warnte. Besonders kritisierte er seine Kollegen Georg Dahm und Friedrich Schaffstein für ihre Vorstellung eines autoritären Strafrechts, das er als „strafrechtliche Gegenreformation“ bezeichnete. Wegen seiner politischen Vergangenheit und seiner Gegnerschaft zur Todesstrafe, sowie aufgrund seiner Weigerung, an einer von der Hitlerjugend organisierten Vorlesungsreihe zum Jugendrecht teilzunehmen, wurde von Hentig mit dem Erstarken nationalsozialistischer Kräfte an der Kieler Universität auch auf Betreiben von Georg Dahm 1934 seiner dortigen Professur enthoben. Im selben Jahr folgte er dem Ruf nach Bonn auf den Lehrstuhl des (wegen seiner jüdischen Herkunft vertriebenen) Kriminologen Max Grünhut. Am 1. September 1935 erhielt er jedoch die Mitteilung seiner Pensionierung, offiziell mit den Verfehlungen seiner nationalbolschewistischen Vergangenheit begründet.

## Emigration in die USA
Noch im gleichen Jahr emigrierte Hans von Hentig in die USA. Er arbeitete dort zunächst als Assistant Professor an der Law School der Yale University und ab Anfang 1937 als Sachverständiger für den Generalstaatsanwalt in Washington. In den folgenden Jahren war Hans von Hentig Professor bzw. Mitarbeiter an diversen amerikanischen Universitäten: Zu seinen Stationen gehörten die University of Colorado, die University of Oregon, die University of Iowa und die University of Kansas City. In Colorado beteiligte er sich außerdem an einem groß angelegten Forschungsprojekt zur Kriminalitätsentwicklung, dem Colorado Crime Survey. Einen Ruf an die Universität von Puerto Rico konnte er wegen aufenthaltsrechtlicher Probleme nicht annehmen. 1937 erhielt Hentig die Charles M. and Martha Hitchcock Professorship an der Universität Berkeley. Hentig schrieb im Exil als politischer Publizist für die SPD-nahe Neue Volkszeitung und gründete zusammen mit dem Theologen Paul Tillich und anderen prominenten Gegnern des Nationalsozialismus im Mai 1944 das Council for a Democratic Germany. Während seiner Emigration wurde Hentig permanent von Geldsorgen geplagt und wegen seiner nationalbolschewistischen Vergangenheit vom FBI überwacht. Unter diesen widrigen Umständen schrieb er bis 1947 sein wichtigstes Werk, The Criminal and His Victim, durch das er zu einem Gründervater der Lehre vom Verbrechensopfer (Viktimologie) wurde.

## Nach dem Zweiten Weltkrieg
In die Bundesrepublik Deutschland zurückgekehrt, erhielt Hans von Hentig 1951 seinen Lehrstuhl an der Universität Bonn wieder zurück. Die Behörden wünschten, von Hentigs Verfassungstreue zu überprüfen. In Bonn blieb er bis zu seiner Emeritierung 1955. Danach siedelte von Hentig nach Bad Tölz um, wo er bis zu seinem Tod 1974 lebte. Dort schrieb er 1959 unter anderem noch Die Kriminalität der lesbischen Frau, das gespickt ist mit herabsetzenden Ausdrücken, von denen etliche Neuschöpfungen sind. 1974 diente es BILD für eine Diffamierungskampagne gegen Lesben. „Lesboiden“ oder „Homöopathen“ (nicht abgeleitet von Homöopathie!) werden darin beschrieben als „schwarzen Schafe auf dem Gebiet des weiblichen Geschlechtslebens“ die „unter einer schweren Störung im Haushalt der Natur“ leiden, die ihre „psychosexuelle Umsattlung“ zur „schwulen Frau“, zur „Hermaphrodite“ begünstigt. Sie werden beschrieben als Abartige, die „vor nichts zurückschrecken“, Triebhafte, deren „Leidenschaft zu den grausamsten Konflikten führen kann: zu verlassenen Kindern und zerrissenen Ehen, zu aller Art Unglück, Tötung, Selbstmord, Mord“.

## Ehrungen
- 1964: Beccaria Medaille in Gold der Kriminologischen Gesellschaft
- 1968: Großes Verdienstkreuz der Bundesrepublik Deutschland nach erneuter Prüfung auf kommunistische Aktivitäten.

## Schriften
- Der strafrechtliche Schutz des literarischen Eigentums. 1912
- Strafrecht und Auslese. Eine Anwendung des Kausalgesetzes auf den rechtsbrechenden Menschen. Springer, Berlin 1914
- Mein Krieg. Kuhn, Berlin 1919 (autobiographische Darstellung von Hentigs Kriegserlebnissen)
- Fouché. Ein Beitrag zur Technik der politischen Polizei in nachrevolutionären Perioden. Mohr, Tübingen 1919
- Aufsätze zur Deutschen Revolution. Springer, Berlin 1919
- Über den Zusammenhang von kosmischen, biologischen und sozialen Krisen. Mohr, Tübingen 1920
- National-Bolschewismus. München 1920
- Die Entartung der Revolution. Neue Aufsätze. Koehler, Leipzig 1920
- Das deutsche Manifest. München 1921
- Über den Cäsarenwahnsinn, die Krankheiten des Kaisers Tiberius. J. F. Bergmann, München 1924
- Robespierre. Studien zur Psycho-Pathologie des Machttriebes. Julius Hoffmann, Stuttgart 1924
- Machiavelli. Studien zur Psychologie des Staatsstreichs und der Staatsgründung. Carl Winter, Heidelberg 1924
- mit Theodor Viernstein: Untersuchungen über den Inzest. Carl Winter, Heidelberg 1925
- Bamberg-Berlin. Ein Beitrag zur Geschichte Napoleonischer Umfassungs-Strategie. Carl Winter, Heidelberg 1925
- Psychologische Strategie des Großen Krieges. Carl Winter, Heidelberg 1927
- Wiederaufnahmerecht. Die Wiederaufnahme des Strafverfahrens dogmatisch und rechtsvergleichend dargestellt. Carl Winter, Heidelberg 1930
- Die Strafe. Ursprung, Zweck, Psychologie. Deutsche Verlags-Anstalt, Stuttgart 1932
- Eugenik und Kriminalwissenschaft. Metzner, Berlin 1933
- Strafrechtliche Gegenreformation. In: Monatsschrift für Kriminalpsychologie und Strafrechtsreform. 24, 1933, S. 235f.
- Sturmwarnung. In: Monatsschrift für Kriminalpsychologie und Strafrechtsreform. 24, 1933, S. 1–5.
- Einführung zu Walter Kopp: Gesetzliche Unfruchtbarmachung. Die Sterilisationsgesetzgebg in den skandinavischen Ländern und der Schweiz und ihre praktischen Ergebnisse, unter besonderer Berücksichtigung des deutschen Gesetzes vom 14. Juli 1933. Lipsius & Tischer, Kiel/Leipzig 1934
- Die Kriminalität des Negers. Ein Beitrag zur Frage: Rechtsbruch und Rasse. In: Schweizerische Zeitschrift für Strafrecht. 52, 1938, S. 34–61.
- The criminality of the colored women. In: University of Colorado studies. Series C, Studies in the social sciences. Vol. 1, No. 3, Mai 1942
- Crime. Causes and Conditions. McGraw-Hill, New York/London 1947
- The Criminal and His Victim. Studies in the Sociobiology of Crime. Yale University Press, New Haven 1948 (dieses Buch gilt als Grundsteinlegung der Viktimologie)
- Der Friedensschluss. Geist und Technik einer verlorenen Kunst. Deutsche Verlags-Anstalt, Stuttgart 1952; Deutscher Taschenbuch Verlag, München 1965
- Zur Psychologie der Einzeldelikte. Mohr, Tübingen
  - Band 1: Diebstahl. Einbruch. Raub. 1954
  - Band 2: Der Mord. 1956
  - Band 3: Der Betrug. 1957
  - Band 4: Die Erpressung. 1959
- Die Strafe. Springer, Berlin/Göttingen/Heidelberg
  - Teil 1: Frühformen und kulturgeschichtliche Zusammenhänge. 1954
  - Teil 2: Die modernen Erscheinungsformen. 1955
- Der Desperado. Ein Beitrag zur Psychologie des regressiven Menschen. Springer, Berlin/Göttingen/Heidelberg 1956 (Kriminalgeschichte des Wilden Westens)
- Probleme des Freispruchs beim Morde. Mohr (Siebeck), Tübingen 1957
- Vom Ursprung der Henkersmahlzeit. Mohr (Siebeck), Tübingen 1958; Greno, Nördlingen 1987, ISBN 3-89190-865-2
- Die Kriminalität der lesbischen Frau. Enke, Stuttgart 1959; 2. völlig umgearbeitete Auflage ebd., 1965
- Der Gangster. Eine kriminalpsychologische Studie. Springer, Berlin/Göttingen/Heidelberg 1959
- Die Kriminalität des homophilen Mannes. Enke, Stuttgart 1960; 2. völlig veränderte Auflage ebd., 1966
- Das Verbrechen. Springer, Berlin/Göttingen/Heidelberg
  - Band 1: Der kriminelle Mensch im Kräftspiel von Zeit und Raum. 1961
  - Band 2: Der Delinquent im Griff der Umweltkräfte. 1962
  - Band 3: Anlage-Komponenten im Getriebe des Delikts. 1963
- Studien zur Kriminalgeschichte. Hrsg. von Christian Helfer. Stämpfli, Bern 1962
- Soziologie der zoophilen Neigung. Enke, Stuttgart 1962
- Entlastungszeuge und Entlastungstechnik. Enke, Stuttgart 1964
- Die unbekannte Straftat. Springer, Berlin/Göttingen/Heidelberg 1964
- Der nekrotrope Mensch. Vom Totenglauben zur morbiden Totennähe. Enke, Stuttgart 1964
- Der Mordbrand und neun andere Verbrecherstudien. Luchterhand, Neuwied/Berlin 1965
- Die Besiegten. Zur Psychologie der Masse auf dem Rückzug. Deutscher Taschenbuch Verlag, München 1966
- Der Schiffsmord und neun andere Verbrecherstudien. Kriminalistik-Verlag, Hamburg 1967
- Der jugendliche Vandalismus. Vorboten und Varianten der Gewalt. Diederichs, Düsseldorf/Köln 1967
- Über den Zusammenhang von kosmischen, biologischen und sozialen Krisen. Klett, Stuttgart 1968
- Der Muttermord und sieben andere Verbrechensstudien. Luchterhand, Neuwied/Berlin 1968
- Terror. Zur Psychologie der Machtergreifung. Robespierre, Saint-Just, Fouché. Propyläen-Verlag, Berlin 1970; Ullstein, Frankfurt/Berlin/Wien 1971, ISBN 3-548-02838-1
- Mord-Genetik und sieben andere Verbrecherstudien. Kriminalistik-Verlag, Hamburg 1971
- Beiträge zur Verbrechenskunde. Hain, Meisenheim 1972